# Torre del Gran San Pietro
La Torre del Grande San Pietro (Tour du Grand Saint-Pierre in francese) è una montagna del Massiccio del Gran Paradiso nelle Alpi Graie alta 3.692 m s.l.m..

## Caratteristiche

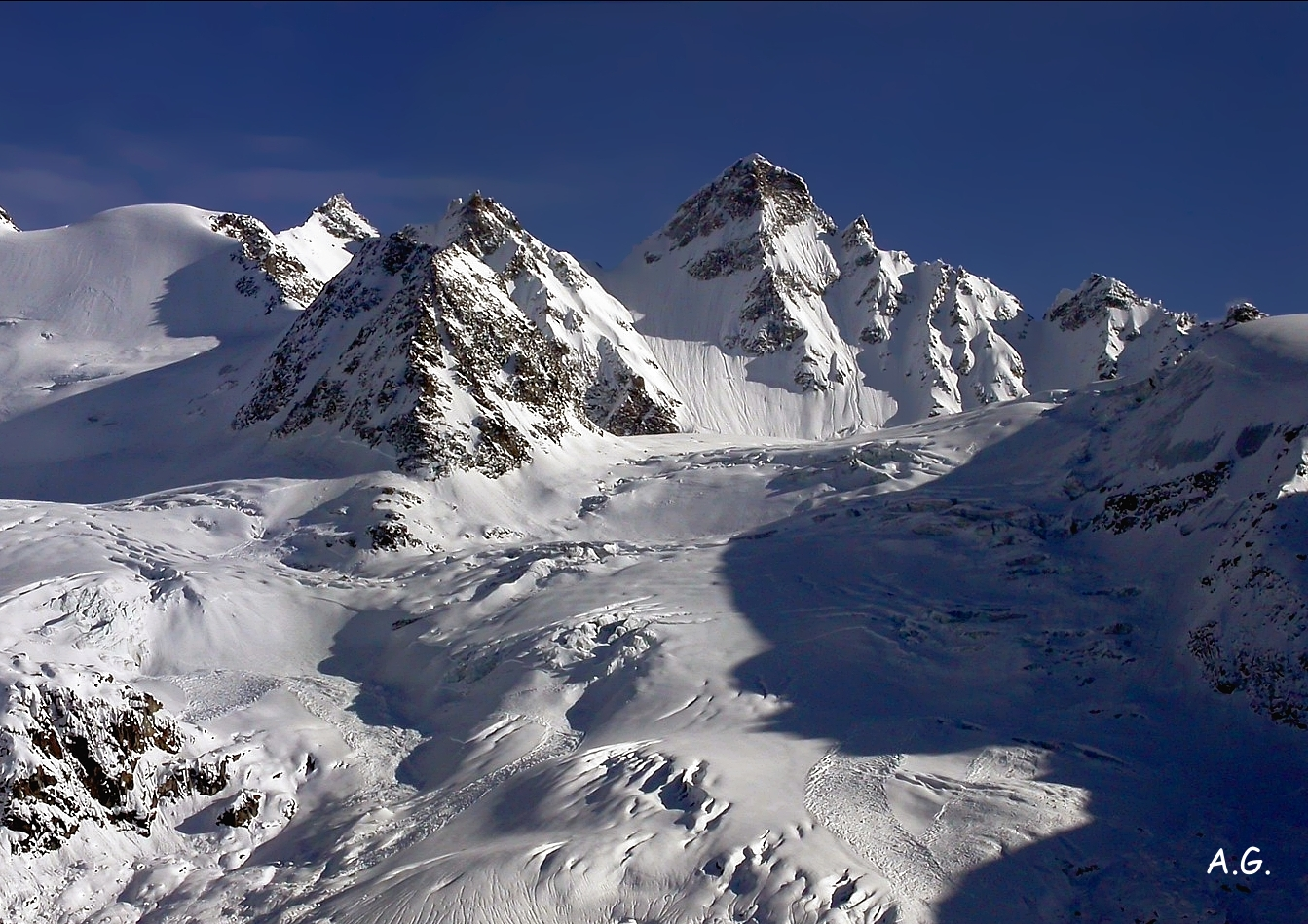
La Torre del Gran San Pietro (al centro destra) e la Torre di Sant'Andrea (al centro sinistra) viste dai casolari dell'Herbétet

È la più alta montagna della catena degli Apostoli, sottogruppo nel Massiccio del Gran Paradiso.
Si trova tra il Piemonte e la Valle d'Aosta. Nel versante piemontese domina il Vallone di Piantonetto (laterale della Valle dell'Orco; nel versante valdostano si trova tra la Valnontey e la Valeille (laterali della Val di Cogne).
La vetta non è distinguibile dall'abitato di Cogne (1534 m) e dalla bassa Valnontey (1666 m), però ben visibile durante la salita ai casolari dell'Herbétet dove la si può ammirare in tutta la sua bellezza (la montagna si trova di fronte al Gran Paradiso).
Ai suoi piedi si adagiano i seguenti ghiacciai: a Ovest il ghiacciaio del Coupé di Money, vicino ad esso diviso dalla Cresta Paganini (3440 m) il più vasto ghiacciaio del Money, a sud il ghiacciaio di Telessio e ad est dal ghiacciaio di Valeille.
Dalla sua cima si gode un panorama eccezionale.

## Salita alla vetta
La via di salita è effettuabile da diversi punti di partenza:
- da Cogne e passando per il Bivacco Martinotti o Borghi oppure per il bivacco del Money,
- da Lillaz (Valeille) e passando per il Bivacco Antoldi-Malvezzi,
- dal rifugio Pontese e passando per il Bivacco Carpano.